# Calocoris nemoralis
Espèce
Calocoris nemoralis est une espèce d'insectes hémiptères de la famille des Miridae, de la tribu des Mirini, et du genre Calocoris.

## Description

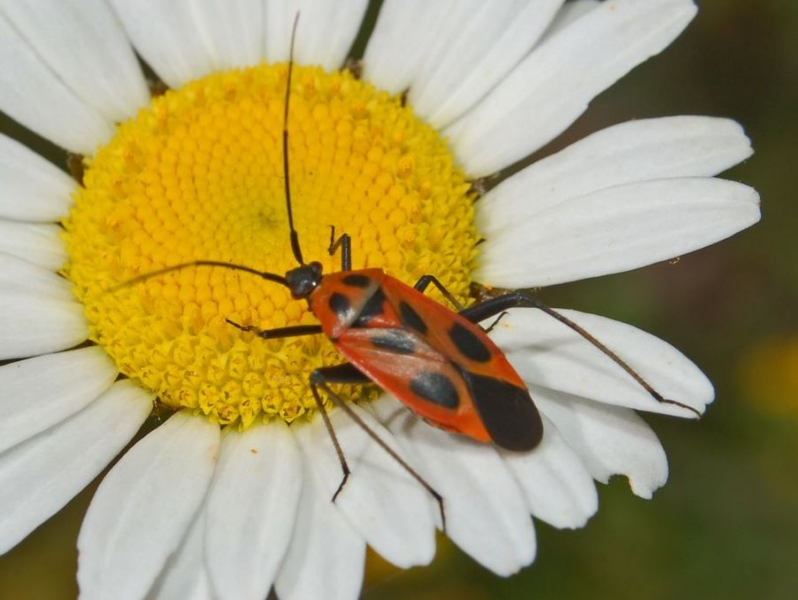
Calocoris nemoralis f. hispanica

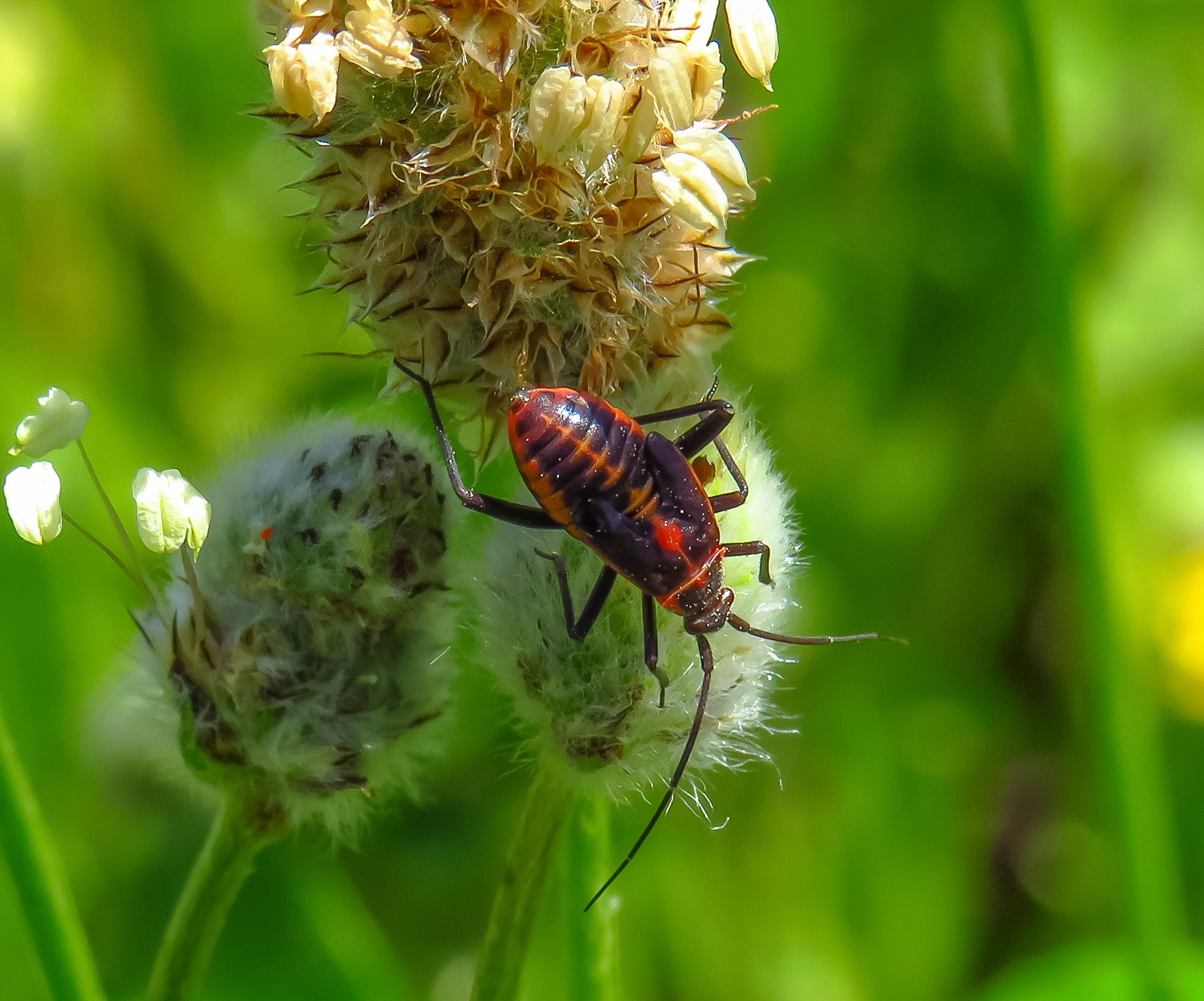
Nymphe.

Les individus sont souvent de couleur rouge avec des points noirs sur leurs ailes, mais peuvent être blancs ou noirs. Cette apparence changeante vaut à cette espèce d'avoir été décrite de nombreuses fois, avec autant de synonymes.

## Répartition
Calocoris nemoralis se rencontre dans le sud de l'Europe.

## Systématique
L’espèce Calocoris nemoralis a été décrite par l’entomologiste danois Johan Christian Fabricius en 1787.

### Synonymie
- Calocoris aterrimus Garbiglietti, 1869
- Calocoris bimaculatus Reuter, 1894
- Calocoris bisignatus Reuter, 1904
- Calocoris carcelii Le Peletier & Serville, 1825
- Calocoris coccineus Dufour, 1833
- Calocoris confluens Reuter, 1896
- Calocoris connectens Reuter, 1905
- Calocoris cuneatus Puton, 1887
- Calocoris erythrocephalus Mancini, 1952
- Calocoris erythronotum Reuter, 1902
- Calocoris griseus Vidal, 1937
- Calocoris hexastigma Reuter, 1896
- Calocoris hispanicus (Gmelin, 1790)
- Calocoris kervillei Horvath, 1911
- Calocoris limbatus Reuter, 1896
- Calocoris nankineus Dufour, 1833
- Calocoris nigridorsum Costa, 1862
- Calocoris nigrovittatus Costa, 1843
- Calocoris oculatus Stichel, 1957
- Calocoris pallidus Reuter, 1896
- Calocoris piceus Cyrillo, 1787
- Calocoris punicus Ferrari, 1884
- Calocoris quadripunctatus Reuter, 1902
- Calocoris rubromarginatus Lucas, 1849
- Calocoris ruficollis Fabricius, 1794
- Calocoris rufifemur Horvath, 1911
- Calocoris rufipes Reuter, 1902
- Calocoris sexpunctatus Fabricius, 1787
- Calocoris thoracicus Puton, 1884
- Calocoris vittatus Reuter, 1904
- Calocoris zelleri Scott, 1876